# Longreach Region
Longreach Region är en kommun i Australien. Den ligger i delstaten Queensland, omkring 1 000 kilometer nordväst om delstatshuvudstaden Brisbane. Antalet invånare var 3 660 vid folkräkningen 2016.
Följande samhällen finns i Longreach:
- Longreach